# Alessandria Unione Sportiva 1941-1942
Questa pagina raccoglie le informazioni riguardanti l'Alessandria Unione Sportiva nelle competizioni ufficiali della stagione 1941-1942.

## Stagione
Nella stagione 1941-1942 l'Alessandria disputò il quinto campionato di Serie B della sua storia.

## Divise
| 1ª divisa |

## Organigramma societario
Area direttiva
- Presidente: Filippo Moccagatta
- Consiglieri: T. Baratta, Stefano Bausone, P. Cacciabue, Vittorino Grignolio, G. Costa, C. Lenti, P. Mazzoleni, Luigi Melchionni, Pietro Mignone, Mario Moccagatta
- Segretario: Vittorio Rangone

Area tecnica
- Allenatore: Pasquale Parodi
- Massaggiatore: Giovanni Bo

## Rosa
| N. |                   | Ruolo | Calciatore         |
| -- | ----------------- | ----- | ------------------ |
|    | Italia (bandiera) | P     | Egidio Agolio      |
|    | Italia (bandiera) | P     | Carlo Amelotti     |
|    | Italia (bandiera) | P     | Secondo Roggero    |
|    | Italia (bandiera) | D     | Giovanni Bigando   |
|    | Italia (bandiera) | D     | Mario Gatti        |
|    | Italia (bandiera) | D     | Piero Pietrasanta  |
|    | Italia (bandiera) | D     | Angelo Simontacchi |
|    | Italia (bandiera) | D     | Luigi Vitto        |
|    | Italia (bandiera) | C     | Guido Audano       |
|    | Italia (bandiera) | C     | Ferruccio Bocchio  |
|    | Italia (bandiera) | C     | Enrico Cerutti     |
|    | Italia (bandiera) | C     | Ferruccio Ghidini  |
|    | Italia (bandiera) | C     | Libero Novara      |
|    | Italia (bandiera) | C     | Pasquale Parodi    |

| N. |                      | Ruolo | Calciatore       |
| -- | -------------------- | ----- | ---------------- |
|    | Italia (bandiera)    | C     | Marco Piacentini |
|    | Italia (bandiera)    | C     | Mario Pochettini |
|    | Italia (bandiera)    | A     | Aldo Accatino    |
|    | Italia (bandiera)    | A     | Renato Bonicelli |
|    | Italia (bandiera)    | A     | Arrigo Fibbi     |
|    | Italia (bandiera)    | A     | Mario Foglia     |
|    | Italia (bandiera)    | A     | Carlo Garbarino  |
|    | Italia (bandiera)    | A     | Franco Orsi      |
|    | Italia (bandiera)    | A     | Mario Pietruzzi  |
|    | Italia (bandiera)    | A     | Francesco Rossi  |
|    | Argentina (bandiera) | A     | Angelo Rosso     |
|    | Italia (bandiera)    | A     | Carlo Stradella  |
|    | Italia (bandiera)    | A     | Aldo Zaio        |

## Risultati

### Serie B

#### Girone d'andata
| Busto Arsizio 27 ottobre 1941 | Pro Patria            | 0 – 0 | Alessandria | Stadio Bruno Mussolini\| Arbitro: \| Zilli (Reggio Emilia) \| |
| Arbitro:                      | Zilli (Reggio Emilia) |       |             |                                                               |

| Arbitro: | Limido (Milano) |

|                                 |           |  |
| Foglia 4’ (rig.), 74’ Fibbi 44’ | Marcatori |  |

| Arbitro: | Garotta (Milano) |

|            |           |  |
| Foglia 25’ | Marcatori |  |

| Arbitro: | Tonnetti (Roma) |

|             |           |  |
| Mezadra 21’ | Marcatori |  |

| Arbitro: | Codeluppi (Lodi) |

|                 |           |  |
| Foglia 33’, 77’ | Marcatori |  |

| Arbitro: | Poggipollini (Ferrara) |

|                    |           |  |
| Quaresima 27’, 86’ | Marcatori |  |

| Arbitro: | Bianchi (La Spezia) |

|                                                   |           |                                      |
| Garbarino 13’ Rosso 34’ Stradella 51’, 80’ (rig.) | Marcatori | 35’ D'Odorico 55’ (rig.) Clocchiatti |

| Arbitro: | Zambotto (Padova) |

|            |           |                    |
| Loik I 19’ | Marcatori | 29’ Fibbi 42’ Zaio |

| Arbitro: | Tassini (Verona) |

|                                            |           |             |
| Fibbi 30’, 49’ Stradella 34’ Garbarino 81’ | Marcatori | 38’ Lazzari |

| Arbitro: | Carpani (Milano) |

|                                               |           |  |
| Versaldi 30’ Barberis 38’ Lazzaretti 42’, 81’ | Marcatori |  |

| Arbitro: | Dagnino (Genova) |

|                 |           |              |
| Foglia 41’, 70’ | Marcatori | 18’ Ulivieri |

| Arbitro: | Bianchi (La Spezia) |

|                               |           |  |
| Vitto 5’ Rosso 43’ Foglia 71’ | Marcatori |  |

| Arbitro: | Mazza (Torre del Greco) |

|             |           |                      |
| Ciferri 58’ | Marcatori | 48’ Rossi 73’ Parodi |

| Arbitro: | Andreoni (Milano) |

|               |           |  |
| Garbarino 30’ | Marcatori |  |

| Arbitro: | Donati (Milano) |

|                             |           |                    |
| Rebuzzi II 40’ Martelli 68’ | Marcatori | 7’ Rosso 88’ Fibbi |

| Arbitro: | Goracci (Firenze) |

|                        |           |  |
| Polo 3’ Conti 26’, 27’ | Marcatori |  |

| Alessandria 22 febbraio 1942 | Alessandria     | 0 – 0 | Pescara | Campo del Littorio\| Arbitro: \| Limido (Milano) \| |
| Arbitro:                     | Limido (Milano) |       |         |                                                     |

#### Girone di ritorno
| Arbitro: | Goracci (Firenze) |

|  |           |                |
|  | Marcatori | 80’ Fornasaris |

| Arbitro: | Mazza (Torre del Greco) |

|                        |           |  |
| Costanzo , Castigliano | Marcatori |  |

| Arbitro: | Goracci (Firenze) |

|                               |           |           |
| Buscaglia , Fumagalli Belloni | Marcatori | Pietruzzi |

| Arbitro: | Bianchi (La Spezia) |

|  |           |             |
|  | Marcatori | 23’ Orlando |

| Arbitro: | Da Broj (Forlì) |

|                                  |           |  |
| Cavazza 27’ (rig.) Chiavacci 48’ | Marcatori |  |

| Alessandria 26 aprile 1942 | Alessandria     | 0 – 0 | Vicenza | Campo del Littorio\| Arbitro: \| Limido (Milano) \| |
| Arbitro:                   | Limido (Milano) |       |         |                                                     |

| Udine 3 maggio 1942 | Udinese          | 0 – 0 | Alessandria | Stadio Moretti\| Arbitro: \| Magnoni (Milano) \| |
| Arbitro:            | Magnoni (Milano) |       |             |                                                  |

| Arbitro: | Rossi (Milano) |

|                  |           |  |
| Pietruzzi Foglia | Marcatori |  |

| Arbitro: | Zambotto (Padova) |

|                              |           |        |
| Guerrieri Bacchilega Puccini | Marcatori | Foglia |

| Arbitro: | Zilli (Reggio Emilia) |

|                      |           |  |
| Fibbi Garbarino Zaio | Marcatori |  |

| Arbitro: | Altomare (Taranto) |

|             |           |  |
| Gambini 49’ | Marcatori |  |

| Arbitro: | Tassini (Verona) |

|                  |           |          |
| Foglia Garbarino | Marcatori | Morselli |

| Arbitro: | Da Broj (Forlì) |

|                                       |           |  |
| Sichel , Rebuzzi I , Giulini Gallanti | Marcatori |  |

| Arbitro: | Bernardi (Bologna) |

|       |           |        |
| Vitto | Marcatori | , Vigo |

| Arbitro: | Neri (Vicenza) |

|      |           |        |
| Sala | Marcatori | Foglia |

| Arbitro: | Donati (Milano) |

|          |           |  |
| Zaio 70’ | Marcatori |  |

| Arbitro: | Galeati (Bologna) |

|                              |           |  |
| Tontodonati 30’ Di Santo 64’ | Marcatori |  |

### Coppa Italia

#### Sedicesimi di finale
| Arbitro: | Francini (Viareggio) |

|                                                     |           |  |
| Sansone 30’ Arcari IV 52’ Biavati 61’ Puricelli 69’ | Marcatori |  |

## Statistiche

### Statistiche di squadra
| Competizione | Punti | In casa | In casa | In casa | In casa | In casa | In casa | In trasferta | In trasferta | In trasferta | In trasferta | In trasferta | In trasferta | Totale | Totale | Totale | Totale | Totale | Totale | DR  |
| Competizione | Punti | G       | V       | N       | P       | Gf      | Gs      | G            | V            | N            | P            | Gf           | Gs           | G      | V      | N      | P      | Gf     | Gs     | DR  |
| ------------ | ----- | ------- | ------- | ------- | ------- | ------- | ------- | ------------ | ------------ | ------------ | ------------ | ------------ | ------------ | ------ | ------ | ------ | ------ | ------ | ------ | --- |
| Serie B      | 34    | 17      | 12      | 2       | 3       | 29      | 9       | 17           | 2            | 4            | 11           | 9            | 38           | 34     | 14     | 6      | 14     | 38     | 47     | -9  |
| Coppa Italia |       | -       | -       | -       | -       | -       | -       | 1            | 0            | 0            | 1            | 0            | 4            | 1      | 0      | 0      | 1      | 0      | 4      | -4  |
| Totale       | -     | 18      | 12      | 2       | 3       | 29      | 9       | 17           | 2            | 4            | 12           | 9            | 42           | 35     | 14     | 6      | 15     | 38     | 51     | -13 |

### Statistiche dei giocatori
| Giocatore      | Serie B  | Serie B | Coppa Italia | Coppa Italia | Totale   | Totale |
| Giocatore      | Presenze | Reti    | Presenze     | Reti         | Presenze | Reti   |
| -------------- | -------- | ------- | ------------ | ------------ | -------- | ------ |
| A. Accatino    | 1        | 0       | -            | -            | 1        | 0      |
| E. Agolio      | 1        | -4      | -            | -            | 1        | -4     |
| C. Amelotti    | 1        | -5      | -            | -            | 1        | -5     |
| L. Audino      | 1        | 0       | -            | -            | 1        | 0      |
| G. Bigando     | 33       | 0       | 1            | 0            | 34       | 0      |
| F. Bocchio     | 2        | 0       | -            | -            | 2        | 0      |
| R. Bonicelli   | 1        | 0       | 1            | 0            | 2        | 0      |
| E. Cerutti     | 3        | 0       | 1            | 0            | 4        | 0      |
| A. Fibbi       | 33       | 6       | -            | -            | 33       | 6      |
| M. Foglia      | 30       | 12      | -            | -            | 30       | 12     |
| C. Garbarino   | 24       | 4       | 1            | 0            | 25       | 4      |
| M. Gatti       | 2        | 0       | -            | -            | 2        | 0      |
| F. Ghidini     | 29       | 0       | 1            | 0            | 30       | 0      |
| L. Novara      | 2        | 0       | -            | -            | 2        | 0      |
| F. Orsi        | 2        | 0       | -            | -            | 2        | 0      |
| P. Parodi      | 8        | 1       | -            | -            | 8        | 1      |
| M. Piacentini  | 4        | 0       | -            | -            | 4        | 0      |
| P. Pietrasanta | 31       | 0       | -            | -            | 31       | 0      |
| M. Pietruzzi   | 17       | 2       | -            | -            | 17       | 2      |
| M. Pochettini  | 31       | 0       | -            | -            | 31       | 0      |
| S. Roggero     | 32       | -38     | 1            | -4           | 33       | -42    |
| F. Rossi       | 5        | 1       | -            | -            | 5        | 1      |
| A. Rosso       | 19       | 3       | -            | -            | 19       | 3      |
| A. Simontacchi | 7        | 0       | -            | -            | 7        | 0      |
| C. Stradella   | 10       | 4       | 1            | 0            | 11       | 4      |
| L. Vitto       | 31       | 2       | 1            | 0            | 32       | 2      |
| A. Zaio        | 11       | 3       | -            | -            | 11       | 3      |